# The Politician's Dream
The Politician's Dream è un cortometraggio muto del 1911 diretto da George D. Baker.

## Produzione
Il film fu prodotto dalla Vitagraph Company of America.

## Distribuzione
Distribuito dalla General Film Company, il film - un cortometraggio in una bobina - uscì nelle sale cinematografiche americane il 27 novembre 1911.